# 釋迦牟尼佛成道日
釋迦牟尼佛成道日是佛教中的一個節日，慶祝釋迦牟尼證得無上正等正覺。
釋迦牟尼經過多年的修行，最終坐於菩提伽耶的大菩提樹下，夜睹明星，證得無上正等正覺。
佛教東傳後，佛陀成道日的故事逐漸與和文化的臘祭結合，直到南北朝時，才正式將十二月初八訂為「臘八節」，和日本的成道會，在朝鮮半島和越南也被廣泛慶祝。佛成道日並不像衛塞節（佛陀出生日、涅槃日、般涅槃日）那樣廣泛被慶祝。在藏曆當中，是每年的四月十五日。
1. ↑  . 法鼓山全球資訊網. 2025-01-06.